# Härnösands gymnasium
Härnösands gymnasium, tidigare Högre allmänna läroverket, är en gymnasieskola i Härnösand med rötter från 1650.

## Historia
Redan år 1587 omtalas skolundervisning i staden. Till en början fanns i Härnösand endast en så kallad barnaskola, under det att de norrlänningar som önskade högre bildning vände sig till Gävle och Gävle gymnasium. År 1640 tillkom en trivialskola i den senare staden, år 1647 bildades av de nordliga landskapen en särskild superintendentia med styrelse i Härnösand, det gamla Härnösands stift, och år 1650 började Härnösands gymnasium sin verksamhet.
Syftet med den nya skolan var framför allt att utbilda präster till Norrland, med särskild tonvikt på kristnandet av samerna, och huvudämnena var teologi och latin.  Skolan var först inrymd i en lokal nära Härnösands domkyrka, men på grund av brand och de ryska truppernas härjningar tvingades man i början av 1720-talet bygga nya lokaler. Det bibliotek som inrättades år 1724 bidrog i hög grad till att gymnasiet blev en framstående läroanstalt. År 1791 flyttade man in i Olof Tempelmans nyklassicistiska byggnad, som nästan hundra år senare blev stadens rådhus. Vid läroverksreformen år 1849 förenades trivialskolan och gymnasiet och bildade ett elementarläroverk, från 1878 benämnt Härnösands högra allmänna läroverk.
Det gamla Härnösands stift omfattade Medelpad, Ångermanland, Härjedalen, Jämtland, Västerbotten och Lappland, alltså mer än hälften av Sveriges nuvarande yta. Inom hela detta område var Härnösands gymnasium länge den enda bildningsanstalt som utexaminerade elever till universiteten; detta gymnasium har därför genomgåtts av nästan alla akademiskt bildade män under denna tid inom den norra delen av Sverige. Detta förhållande ändrades vid mitten av 1800-talet. Fullständiga läroverk tillkom nämligen i Östersund 1847, Umeå och Luleå 1858 och Sundsvall 1877.
1966 kommunaliserades skolan och fick då namnet Härnösands gymnasium. Studentexamen gavs från 1864 till 1968 och realexamen från 1907 till 1968.

## Elevföreningar
På skolan finns idag tre aktiva gymnasieföreningar. HGF Härnösands Gymnasii-Förbund är ett slutet förbund för manliga elever som grundades den 18 september 1866 av de två eleverna Edward Christie Linde och Jonas Petter Pettersson. Syftet var att förbrödra eleverna och att motverka den då rådande pennalismen.
KG, det Kvinnliga Gymnasieförbundet, är systerförbund till HGF och bildades år 1942. Precis som sin manliga motsvarighet bildades KG för att främja gemenskapen mellan kvinnorna i olika åldrar på gymnasiet.
Den nyaste gymnasieföreningen på Härnösands Gymnasium är Divinitas som bildades 2005 i syfte att främja systraskap och kreativitet.

## Kända lärare
- Jonas Widén

## Kända elever
- Pehr Aurén
- Peter Artedi
- Christopher Aurivillius
- John Björkén
- Christopher Jacob Boström
- Johan Bredman
- Eric Burman
- Olaus Abrahami Burman
- Johan Dillner
- Olaus Graan (kyrkoherde i Lycksele)
- Ericus Johannis Fluur
- Patrik Frisk
- Nils Grubb
- Olof Petrus Hjorter
- Walter Hülphers
- Staffan Larsson
- Lars Levi Læstadius
- Bengt Lindström
- Martin Lundell (kyrkoherde)
- Pelle Molin
- Isak Nordmark
- Ludvig Nordström
- Lars Rangius
- Carl Olof Rosenius
- Hjalmar Strömer
- Erik Natanael Söderberg
- Pehr Wargentin
- Kevin Stenberg
- Anders Ångström (fysiker)
- Erik Åsard

## Gamla byggnaden
- Härnösands rådhus